# Ninja
Ninja (忍者?) sau shinobi (忍び?) erau asasini din Japonia medievală. Originea luptătorilor ninja se poate găsi în spionajul apărut cu peste 2500 de ani înainte de Sun Tzu (cca. 400-320 î.Hr.), care afirma, în tratatul său intitulat „Arta războiului”, că„“nu există domeniu în care spionii să nu poată fi folosiți cu succes”. În pofida anonimatului lor, anumite familii ninja au devenit celebre, la sfârșitul secolului al XVI-lea, când au intrat în serviciul marilor seniori (daimyo), care îi foloseau în disputele lor cu alte clanuri de samurai. Cea mai mare parte a luptătorilor ninja proveneau din provincia Iga și regiunea Koga, la sud-est de Lacul Biwa. Cu toate acestea, Oda Nobunaga - unul dintre cei trei unificatori ai Japoniei medievale, a încercat să elimine influența acestora, iar în anul 1581, 46.000 de samurai au fost trimiși împotriva a 4.000 de ninja. Cea mai mare parte dintre ninja au fost omorâți, iar cei care au scăpat s-au refugiat în zone retrase din munți, unde s-au amestecat cu sătenii.

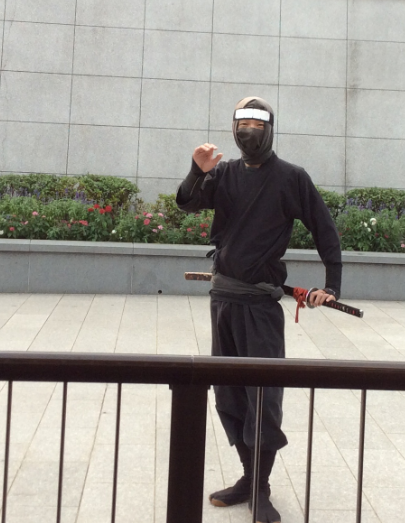

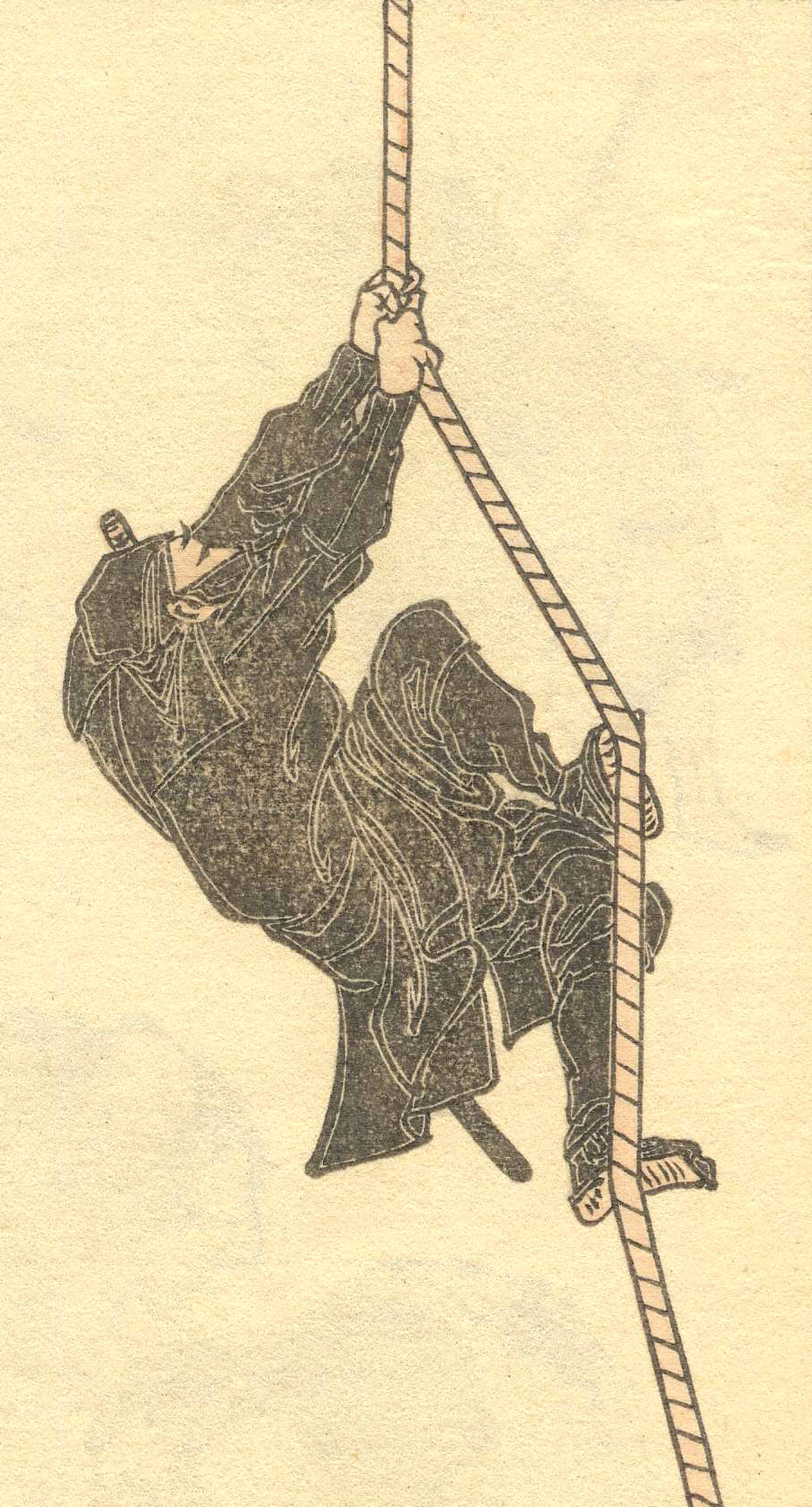
Ninja (desen)

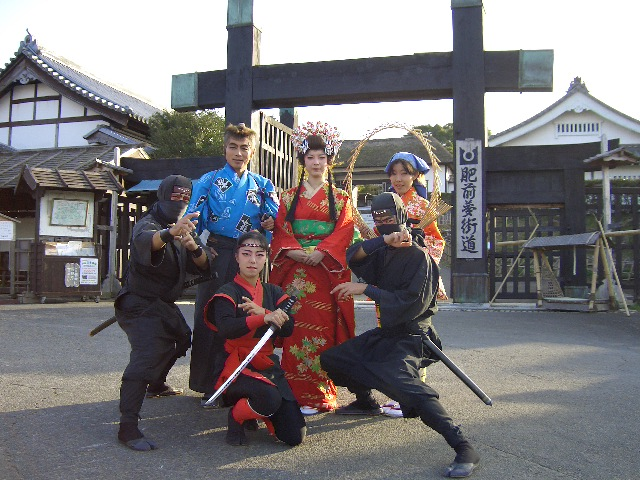
Ninja (reconstituire)

Ninpo Budo (Ninjitsu), sau arta marțială transmisă de clanurile ninja, este o formă neconvențională de arte marțiale, adaptată la o luptă inegală sau la situații ce îl pun pe luptător într-o poziție de inferioritate. Toshitsugu Takamatsu a fost unul dintre ultimii ninja autentici ai perioadei moderne a Japoniei. În prezent, învățătura sa o duce mai departe cel mai avansat elev al său, Hatsumi Masaaki, care a reunit toate tradițiile ninja sub denumirea de Bujinkan Ninpo Budo. Acesta a primit Premiul Internațional pentru Cultură din partea guvernului japonez, fiind de asemenea deținătorul a numeroase distincții onorifice, dintre care se pot aminti: Cavaler al Germaniei și Texas Ranger.

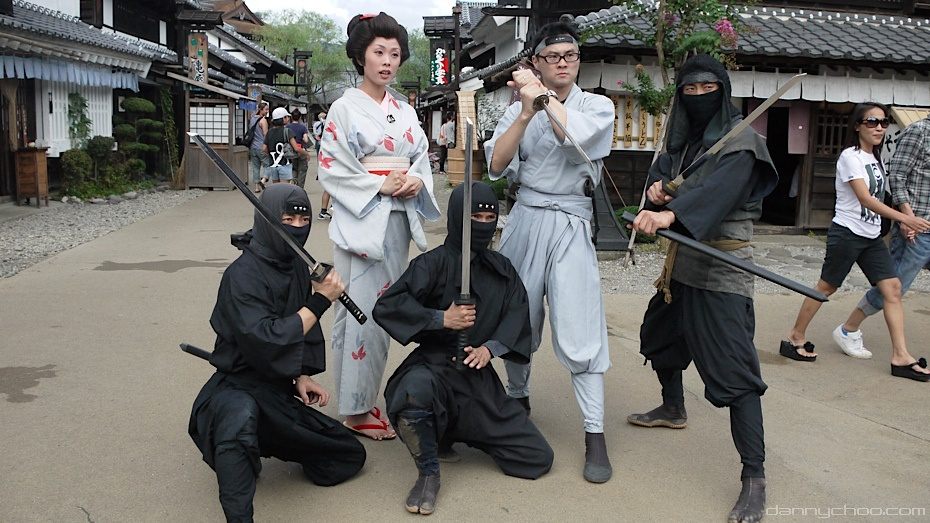
Ninja (reconstituire)